# 洪承武
洪承武（韓語：홍승무，?—），北韓政治家，現任職朝鮮勞動黨中央委員會軍需工業部副部長、黨中央委員會委員和最高人民會議代議員。他被認為是核計劃的關鍵人物，也是該國時任最高領導人金正恩的親信。

## 生平
外間對於洪承武所知不多。消息指他曾於蘇聯留學。及後，他擔任寧邊原子能研究中心首席工程師。2010年9月的朝鮮勞動黨第三次代表會議中，洪承武被選為中央候補委員，他的名字首次被平壤的官方媒體提起。2011年12月，金正日離世，被繼任人金正恩列入治葬委員會成員之一。

金正恩掌政後，洪承武得到器重，他得以主持各核試並時常陪同金正恩出席蒞臨指導。2013年1月的「國家安全對外部門工作人員協議會議」中，洪承武與各最高級的幹部坐在同一列，故被認為是晉身權力核心之中。翌年，他首次當選為最高人民會議代議員。2016年7月，他在朝鮮勞動黨第七次代表大會獲委任為黨中央委員會委員及黨中央委員會軍需工業部副部長。外界普遍相信他與李洪燮是北韓核計劃的關鍵人物，故二人均被聯合國安理會、美國和韓國頒布制裁措施。

## 資料來源
1. 1 2  . BBC. 2017-09-10  [2017-11-20]. （原始内容存档于2018-03-07）.
2. 1 2 3  . The Guardian. Reuters. 2017-09-05  [2017-09-10]. （原始内容存档于2021-03-05）.
3. 1 2  . 韓聯社. 2017-09-04  [2017-11-20]. （原始内容存档于2017-09-08）.
4. 1 2  . Unikorea.   [2017-11-20]. （原始内容存档于2017-09-08）.
5. ↑  . 韓聯社. 2017-09-07  [2017-11-20]. （原始内容存档于2017-09-07）.